# Pia Volk
Pia Volk ist eine Autorin, die sich auf die Bereiche Geografie und Ethnologie konzentriert.

## Leben
Volk studierte Geografie und Ethnologie an den Universitäten in Heidelberg und Adelaide. Anschließend absolvierte sie ein Masterstudium im Bereich Journalistik an der Universität Leipzig. Ihre Ausbildung wurde durch ein Volontariat bei Radio Adelaide in Australien ergänzt.

## Werk
In ihrem Werk Deutschlands verschwundene Orte erforscht Volk ein unbekanntes Deutschland, indem sie von vergangenen Welten und Kulturen berichtet. Sie korrigiert darin gängige historische Annahmen, etwa durch die Enthüllung, dass die frühen Rentierjäger in der Nähe des heutigen Hamburgs tatsächlich dunkelhäutig waren, entgegen der verbreiteten Vorstellung von hellhäutigen Jägern. Volks Arbeit, die auf DNA-Analysen von Steinzeitskeletten basiert, bietet Einblicke in die prähistorische Bevölkerung Deutschlands und fordert traditionelle Geschichtsbilder heraus.

## Veröffentlichungen (Auswahl)
- Deutschlands verschwundene Orte: Ein Atlas. C.H. Beck.
- Deutschlands schrägste Orte: Ein Fremdenführer für Einheimische. C.H. Beck.
- Mama, sind wir bald da? Mein Sohn und ich und wie wir die Welt eroberten. Herder.